# Forvo
Forvo är en uttalsguide med miljontals ord på originalspråk. Idén till uttalsguiden föddes 2007 och sedan januari 2008 finns Forvo på internet. Bakom uttalsguiden ligger det spanska företaget Forvo Media SL från San Sebastián.
Uttalsguiden är användargenererad. Användare delar med sig av ord och ljudklipp med uttal som sedan också utvärderas av andra användare. Ljudfilerna kartläggs efter användarnas geografiska hemvist.
Redan efter tre månader fanns 5800 ord uppladdade med över 6000 olika uttal på 177 olika språk. The Red Ferret Journal beskrev 2008 Forvo som "en wiki-ordbok för det talade ordet".
2017 hade guiden, enligt den egna sajten, växt till att omfatta 325 språk och tre miljoner uttalade ord.
Forvo finns även som app.